# Nordstad

Regió de Nordstad. Amb blau fosc es representen les comunes del nucli.

Nordstad és una àrea de desenvolupament del centre-nord de Luxemburg, i un terme col·loquial per referir-se a les àrees urbanes combinades de la regió. El nom en luxemburguès es pot traduir com ciutat del nord, però segueix sent el títol, tant formal com informal, de la regió en qualsevol idioma.
La idea va ser encunyada per l'economista de Luxemburg Adrien Ries el 2 de juny de 1973. La idea d'una àrea urbana que unifiqués tot el nord del país va ser proposada per descentralitzar i diversificar l'economia, i desenvolupar una tercera àrea urbana important, amb Ciutat de Luxemburg i els del sud Terres Roges.

## Extensió
Nordstad inclou un total de quinze comunes, predominantment del cantó de Diekirch, però també incloent comunes dels cantons Mersch i de Vianden.
Les quinze comunes són:
- Cantó de Diekirch:  Bettendorf,  Bourscheid, Diekirch, Ermsdorf, Erpeldange, Ettelbruck, Feulen, Medernach, Mertzig, Reisdorf i Schieren.
- Cantó de Mersch: Bissen, Colmar-Berg i Nommern.
- Cantó de Vianden: Tandel.

En conjunt, els quinze municipis tenen una població de 33.233 habitants, o aproximadament el 7% de la població total de Luxemburg. Això és sobre una àrea de 301,8 km², que és el 12% del territori de Luxemburg. Per tant, tota la regió Nordstad està més escassament poblada que la mitjana de Luxemburg en el seu conjunt.

## Comunes del nucli
L'activitat de desenvolupament de Nordstad es concentra en el centre i la zona més urbanitzada, format per les sis comunas centrals de Bettendorf, Colmar-Berg, Diekirch, Erpeldange, Ettelbruck i Schieren. Excepte Colmar-Berg, totes se situen al cantó de Diekirch, i es troben a la vall mitjana del Sauer. De les sis, Diekirch i Ettelbruck tenen estatut de ciutat i situades dins de les vint primeres en les  comunes més poblades al Gran Ducat.
A partir de 2005, els sis municipis dins del nucli de Nordstad tenen una població combinada de 21.223; això situa Nordstad com la tercera entre les ciutats de Luxemburg (després de la Ciutat de Luxemburg i Esch-sur-Alzette, més gran que Differdange i Dudelange). No obstant això, aquesta població s'estén sobre una superfície de 68,29 km², gairebé cinc vegades la mida d'Esch. Com que l'agència de desenvolupament del govern, la IVL, reconeix que Nordstad es converteixi en una zona urbana coherent en l'actualitat i en la imaginació pública, Nordstad ha de créixer i dels seus pobles i ciutats existents s'ha d'integrar més amb altres.